# کاویدین
کاویدین (انگلیسی: Covidien) شرکت تجهیزات پزشکی ایرلندی است، که در زمینه مهندسی پزشکی، تولید تجهیزات پزشکی و ارائه فناوری پزشکی فعالیت می‌کند.
شرکت کاویدین در سال ۱۹۰۳ توسط هنری کندال راه‌اندازی شد و در سال ۱۹۹۴ توسط شرکت تایکو اینترنشنال خریداری شد. سپس در سال ۲۰۰۷ از این شرکت جدا و به صورت یک شرکت مستقل ثبت گردید. در سال ۲۰۱۴ پس از خریداری اکثریت سهام کاویدین به ارزش ۴۲٫۹ میلیارد دلار، توسط شرکت آمریکایی مدترونیک این شرکت به صورت زیرمجموعه‌ای از مدترونیک درآمد.
دفتر مرکزی شرکت کاویدین در شهر دوبلین، ایرلند قرار دارد و بخشی از سهام آن در بازار بورس نیویورک معامله می‌شود.